# Zygonyx immaculata
Zygonyx immaculata – gatunek ważki z rodziny ważkowatych (Libellulidae).